# Masernepidemie in der Demokratischen Republik Kongo ab 2019
Die Masernepidemie in der Demokratischen Republic Kongo (DRK) begann im Südosten des Landes zu Beginn des Jahres 2019 und breitete sich während des Jahres über das ganze Land aus. Schon bei Jahresmitte hatte die Epidemie mehr Todesfälle verursacht als Kongos gleichzeitige Ebolaepidemie. Im Laufe des Jahres waren über 350.000 Menschen infiziert worden und mehr als 6.500 Menschen starben. Die Epidemie hat hauptsächlich Kinder getroffen, auf die etwa 90 Prozent der Todesfälle fielen. 2018 waren nur etwa 57 Prozent der Kinder gegen Masern geimpft (Erstimpfung), wodurch keine ausreichende Herdenimmunität aufgebaut werden konnte.
Das Gesundheitsministerium der DRK hat eine Impfungskampagne gestartet. Bis Ende 2019 waren etwa 18 Millionen Kinder geimpft worden. Das Programm wird unterstützt von der Measles & Rubella Initiative, der World Health Organisation, UNICEF, und GAVI. Schwierigkeiten in der Implementierung erstehen durch geographische Unzulänglichkeit, unzureichende medizinische Infrastruktur, Geldmangel, Sicherheitsprobleme, und Misstrauen.
Im April 2020 wurde berichtet, dass aufgrund von COVID-19 die Impfkampagne gegen Masern eingestellt wurde.
Am  24. August 2020 wurde die Epidemie für beendet erklärt, wobei insgesamt mehr als 380.766 Menschen infiziert wurden und 7.018 starben. Jedoch schon acht Monate später meldete Doctors without Borders 13.000 neue Fälle für das erste Jahresquartal 2021.